# Estadio Almirante Brown (Lules)
El Estadio Club Atlético Almirante Brown de Lules es un estadio de fútbol propiedad del Club Atlético Almirante Brown (Lules) con capacidad para 5000 espectadores. Se encuentra localizado en la calle Primera Junta de la ciudad de Lules, Tucumán de Argentina. En este recinto se realiza anualmente durante noviembre el festival Lules Canta a la Patria desde 1972.

## Historia
Originalmente, el club tenía un terreno ubicado en el barrio de Villa del Carmen de Lules, el cual fue utilizado como sede de sus partidos hasta que fue convertido en una huerta de verduras. Posteriormente el club se instaló en un predio ubicado entre las calles España, Hileret, Italia y Libertad el cual tuvieron que abandonar al poco tiempo; en 1928, el Ingenio Mercedes de San Isidro de Lules cede una fracción de su terreno a la institución hasta que cierto tiempo después la compañía azucarera solicitó el uso de ese lugar para plantar caña de azúcar desalojando al club y dejándolo sin recinto para disputar sus encuentros futbolísticos.
En los siguientes años, Almirante Brown jugó en distintos lugares hasta que en 1952 el poder ejecutivo de Tucumán, a cargo de Luis Cruz, expropia una fracción del predio del ingenio azucarero Mercedes y el diputado provincial Jesús Santos presenta un proyecto de ley proponiendo ceder los terrenos al club Almirante Brown que fue aprobada y promulgada el 14 de mayo de ese mismo año.
Luego de aprobada la ley, en 1956 se escritura los terrenos del recinto deportivo y empieza a realizarse la construcción del estadio y las primeras tribunas, que costaron ARM 350 000 junto con el cerco olímpico que delimitaba la cancha. Gran parte de estos costos fue subvencionados por el gobierno provincial y la intendencia municipal de Lules. Así, el 9 de julio de 1958 el estadio propio del club fue inaugurado con un partido entre Almirante Brown y Central Córdoba de Tucumán por la copa Romano Norri, ganada por el local.
A lo largo del tiempo se construyeron diversas instalaciones deportivas anexas como canchas de bochas o una cantina, siendo en la actualidad sede del festival municipal de folclore Lules Canta a la Patria desde 1972.